# Cyclopteropsis bergi
Cyclopteropsis bergi är en fiskart som beskrevs av Popov 1929. Cyclopteropsis bergi ingår i släktet Cyclopteropsis och familjen sjuryggsfiskar. Inga underarter finns listade i Catalogue of Life.